# MY HOUSE
『MY HOUSE』（マイハウス）は、2012年5月26日に公開された日本映画。堤幸彦の監督、シンガーソングライター・いとうたかお主演による。

## 出演
- 鈴本（路上生活を続ける男） - いとうたかお：
- スミちゃん - 石田えり
- ショータ（中学生） - 村田勘
- 佃典彦
- 佃明彦
- 多田木亮佑
- 板尾創路
- トモコ（主婦） - 木村多江

## スタッフ
- 監督・企画：堤幸彦
- 脚本：佃典彦、堤幸彦
- エグゼクティブプロデューサー：大月俊倫
- プロデューサー：前田浩子、神康幸
- 原作：坂口恭平 『TOKYO 0 円ハウス 0 円生活』（河出文庫刊）／『隅田川のエジソン』（幻冬舎文庫刊）
- 撮影：古市英高
- 美術：津留啓亮
- 音響効果：斉藤昌利
- 照明：八田直哉
- 録音：渡辺真司
- 助監督：藤原知之

## Blu-ray・DVD
- 【Blu-ray】『MY HOUSE』　2012年11月14日発売
- 【DVD】『MY HOUSE』　2012年11月14日発売